# Il recinto (film)
Il recinto (A ménesgazda) è un film del 1978 diretto da András Kovács.

## Trama
Janos Busò è stato inviato dal partito a dirigere una scuderia, situata vicina al confine occidentale, dove lavorano alcuni confinati politici. Gli ex ufficiali accolgono Janos con disprezzo , nonostante egli mostri buona volontà di apprendere il mestiere e di collaborare con loro. Quando i dirigenti del partito informano Janos che la scuderia verrà smantellata, egli cerca di sostenere la causa dei suoi dipendenti, ma invano. Tornato alla scuderia i suoi subalterni lo accusano e lo considerano un traditore e, in un momento di tensione, viene ferito mortalmente.